# خلود النجار
خلود النجار ، كاتبة كويتية.

## الأعمال

### التلفزيون
| سنة الإنتاج | المسلسل          | بمشاركة |
| ----------- | ---------------- | --- |
| 1996        | خيال             | جمال الردهان، فاتن الدالي، عبدالله سويد                                                                                                |
| 2012        | بين الماضي والحب | جاسم النبهان، عبدالامام عبدالله، إبراهيم الحربي، باسمة حمادة، شهد الياسين ، حمد العماني ، ملاك ، نور ، سعاد علي ، مشاعل الزنكوي        |
| 2013        | مطلقات صغيرات    | عبدالامام عبدالله، إبراهيم الزدجالي، أحمد إيراج، نادية كرم، سلمى سالم ، هنادي الكندري ، ملاك ، امل العوضي ، عبدالله بهمن ، شهد (ممثلة) |